# Голіцин Олександр Миколайович
Князь Олександр Миколайович Голіцин (нар. 8 (19) грудня 1773, Москва, Російська імперія — пом. 4 грудня 1844, Гаспра, Таврійська губернія, Російська імперія) — державний діяч Російської імперії, в 1803—1816 роках. Виконувач обов'язків обер-прокурора в 1816—1824 роках. Міністр народної освіти, Дійсний таємний радник 1-го класу (1841). Довірена людина Олександра I, який до кінця життя цінував його «близькість і поради».

## Походження і молодість

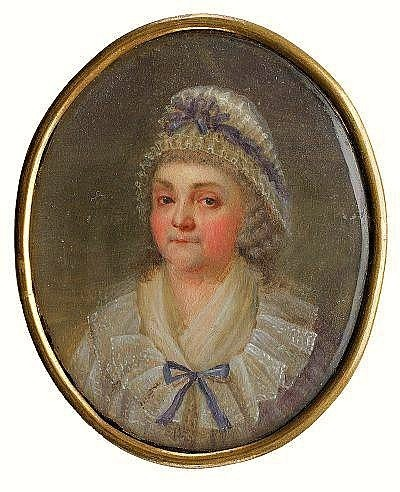
Мати князя Голіцина

Єдиний син капітана гвардії князя Миколая Сергійовича Голіцина (лінія «Олексійовичів») від його третього шлюбу з Олександрою Олександрівною Хітрово (1736—1796), внук московського губернатора Сергія Олексійовича Голіцина (1695—1758). Ставши вдовою через два тижня після народження сина, мати 1776 року вийшла заміж за М. А. Кологривова. Вона ставилася до сина суворо і холодно, проте впливова придворна дама М. С. Перекусихівна полюбила «веселенького і гострого» хлопчика й взяла його до двору пажем.
Таким чином, князь Голіцин з дитинства мав доступ до двору, де спочатку цінувався як учасник дитячих ігор великих князів — Олександра і Костянтина, а потім — як дотепний і спритний кавалер. При Павлі за жарти був висланий з Петербурга. Його брат М. М. Голіцин, який був ярославським губернатором, побудував під містом садибу Карабіха (нині музей-заповідник).
Інший брат, Д. М. Кологривов, брав участь у жартах князя Голіцина, який був низького зросту. Обидва брати вельми майстерно успадковували манеру і говір інших. Граф Ф. П. Толстой писав:
|  | Князь Голіцин, вихований при дворі і тільки для двору. Маючи від природи гострий розум, він особливо відрізнявся здатністю передражнювати і наслідувати голоси інших до того правдоподібно, що в іншій кімнаті не можна було не повірити і не прийняти його за того, кого він передражнював. Оригінальний текст (рос.) Князь Голицын, воспитанный при дворе и только для двора. Имея от природы острый ум, он в особенности отличался способностью передразнивать и подражать голосам других до того верно, что в другой комнате нельзя было не обмануться и не принять его за того, кого он передразнивал. |

## Кар'єра
Після заступлення на престол Олександра I князь Голіцин, як близька йому людина, був призначений спочатку обер-прокурором I департаменту Сенату, а потім, 21 жовтня 1803 року, за наполягань імператора взяв на себе посаду обер-прокурора Святійшого Синоду. В 1810 році став, зберігаючи попередню посаду, головним керівником іноземними віруваннями, в 1816 році — міністром народної освіти.
Частково під впливом Р. О. Кошельова цей епікуреєць і вольтеровець катеринського вишколу, в 1806 році обраний в члени Російської академії, звернувся до благочестя із різко вираженим сентиментально-містичним забарвленням. Він легко брався роз'яснювати імператору найскладніші богословські запитання, хоча історію релігії знав поверхнево і вважав істинним християнством «туманний сентиментальний пієтизм із домішкою православних догматів, різноманітних єретичних і сектантських навчань». Московський митрополит Філарет згадував:
|  | Коли імператор призначив [кн. А. Н. Голіцина] обер-прокурором, той сказав: "Який я обер-прокурор Синоду? Ви знаєте, що я не маю віри ". - "Ну годі пустуне, порозумнішаєш". - "Коли ж, - говорив після Голіцин, - я побачив, що члени Синоду робили справи серйозно… і сам став серйозніше, шанобливіше ставитися до справ віри і Церкви; коли через рік або два запитав себе: вірую я? - То побачив, що вірую, як вірував в дитинстві " Оригінальний текст (рос.) Когда император назначил [кн. А. Н. Голицына] обер-прокурором, он сказал: „Какой я обер-прокурор Синода? Вы знаете, что я не имею веры“. — „Ну полно, шалун, образумишься“. — „Когда же, — говорил после Голицын, — я увидел, что члены Синода делали дела серьезно… и сам стал серьезнее, почтительнее относиться к делам веры и Церкви; когда через год или два спросил себя: верую ли я? — то увидел, что верую, как веровал в детстве“ |

Проголосивши благочестя основою істинної просвіти, Голіцин взяв курс на клерикалізацію навчання, який під його керівництвом ревно проводили М. Л. Магницький і Д. П. Рунич. До сучасної йому літературі він ставився з підозрою, що виражалось в крайній прискіпливості цензури:
|  | Це "немовляти" в справі віри постійно морочили різні ханжі і бузувіри; він шукав «виливу Св.Духа» і одкровень, вічно ганявся за пророками і пророчицями, за знаменами й дивами: то "слухав пророче слово" у хлистовки Татаринової, то жадав покладання руки нового Златоуста - Фотія, то зціляв біснуватих, то удостоювався в містичному екстазі випробувати подобу страждань Спасителя від голок тернового листа. (Вел. кн. Микола Михайлович) Оригінальний текст (рос.) [Этого «младенца» в деле веры постоянно морочили разные ханжи и изуверы; он искал «излияния Св. Духа» и откровений, вечно гонялся за пророками и пророчицами, за знамениями и чудесами: то «слушал пророческое слово» у хлыстовки Татариновой, то жаждал возложения руки нового Златоуста — Фотия, то исцелял бесноватых, то удостаивался в мистическом экстазе испытать подобие страданий Спасителя от игл тернового листа. (Вел. кн. Николай Михайлович)] Помилка: {{Lang}}: текст вже має курсивний шрифт (допомога) |

Після того як в 1817 році відомства духовних справ і народної освіти були об'єднані в одне міністерство — Міністерство духовних справ і народної освіти, — Голіцин став головою останнього, проте був звільнений з посади обер-прокурора. З 1810 року О. М. Голіцин був членом Державної ради, а протягом 1839—1841 років — голова загальних зборів. Він був одним із небагатьох, кому була довірена таємниця зречення Костянтина Павловича. Керував Людинолюбним товариством, брав участь в організації Опікунського товариства й інших філантропічних починань.

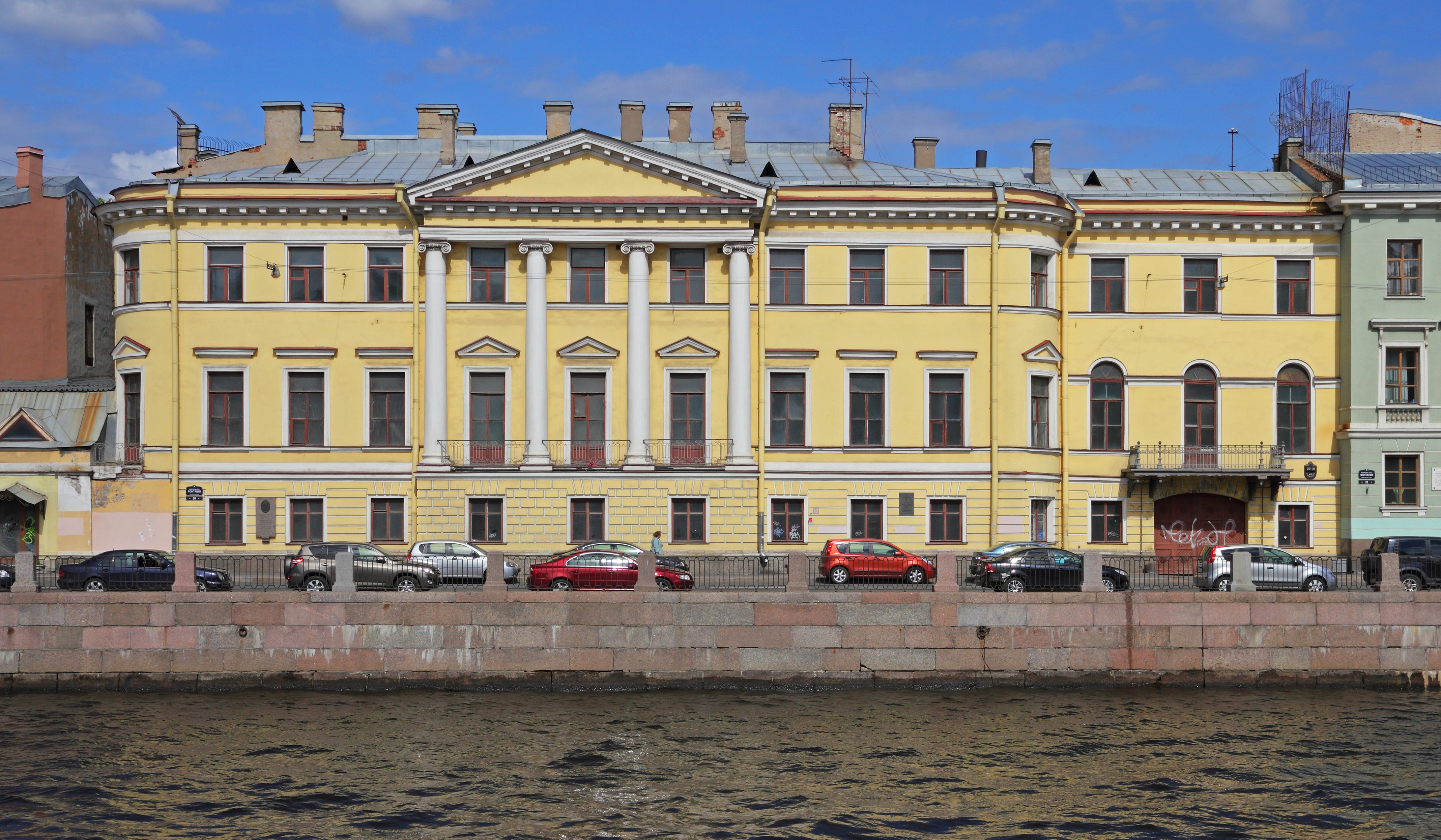
Дім князя Голіцина на Фонтанці, 20

Окрім реформи духовних шкіл, за князя Голіцині утворилося Російське біблейне товариство, яке під президентством князя переклало російською мовою Біблію і поширило більш ніж 400 000 її екземплярів. Працівників цього товариства Попов, Магніцький, Рунич, Кавелін Голіцин поставив керувати вищою освітою, де насаджували клерикалізм; безліч професорів були звільненні за недостатню набожність. Магніцький вимагав зовсім закрити підопічний йому Казанський університет. Хоча із знаходженням Голіцина біля керма міністерства прийнято асоціювати урочистість реакції, саме при ньому були засновані Санкт-Петербурзький університет і Ришелівський ліцей.
Щоб нейтралізувати вплив Голіцина на імператора, О. А. Аракчев підвів під нього інтригу з участю митрополита Серафима і архімандрита Фотія, які переконали Олександра I, що керівництво Голіцина пагубне для церкви і держави. Його недруги святкували 15 (27) травня 1824 року, коли князь Голіцин повинен був вийти в відставку в обох відомствах, зберігши за собою тільки звання головного начальника над поштовим департаментом. Останню посаду займав і при Миколаї I, який цінив у Голіцині «найвірнішого друга свого сімейства». З роками релігійність його тільки посилювалась. Сучасник згадує, що в хатній церкві Олександра Миколайовича була:
|  | подоба гробу, приставлена до підніжжя величезного дерев'яного хреста; на гробі покладена плащаниця, на цій плащаниці укладені різних видів хрести, подаровані в різний час князю. Поперед труною замість люстри зроблено з яскраво-червоного скла зображення людського серця, і в цьому серці жевріє незгасимий вогонь. У цій відокремленій комірчині молився разом з князем і блаженної пам'яті імператор Олександр Оригінальний текст (рос.) подобие гроба, приставленное к подножию огромного деревянного креста; на гробе положена плащаница, на этой плащанице укладены различных видов кресты, подаренные в разное время князю. Пред гробом вместо люстры сделано из пунцового стекла изображение человеческого сердца, и в этом-то сердце теплится неугасимый огонь. В этой уединённой каморке маливался вместе с князем и блаженной памяти император Александр |

В 1843 році Голіцин через погіршення зору залишив столицю і відправився в Крим, де і помер в своєму маєтку Гаспра. У тому ж Голіцинському палаці Л. М. Толстой пізніше напише повість «Хаджи-Мурат». Голіцин похований в Балаклавському Георгієвському монастирі.

## Особисте життя
Голіцин провів все життя холостяком і був відомий своїми інтимними зв'язками з чоловіками. М. М. Язиков в листі 1824 року приводить анекдот, «нібито государ закликав до себе відомого содоміта Бантиш-Каменського і наказав йому скласти список всіх йому знайомих по цій частині, що Бантиш-Каменський надав йому такий список, почавши його міністром освіти, потім стояв канцлер і так далі… Він мав після цього аудієнцію у государя і запевнив його клятвено в істині свого донесення». О. С. Пушкін висміяв Голіцина в епіграмі «Ось Хвостовий повелитель…». Знаменитий мемуарист і теж гомосексуал Ф. Ф. Вігель згадує про Голіцина ще більш пристрасно: «Не червоніючи, не можна говорити про нього, більше нічого не скажу: його дурістю, його ницістю і недоліками не стану бруднити цих сторінок».

## Твори
Князь О. М. Голіцин склав для імператриці Єлизавети Олексіївни «Думка про різниці між Східною і Західною церквою, з історією поділу їх», яке було надруковане тільки в 1870 році.

## Нагороди і відзнаки

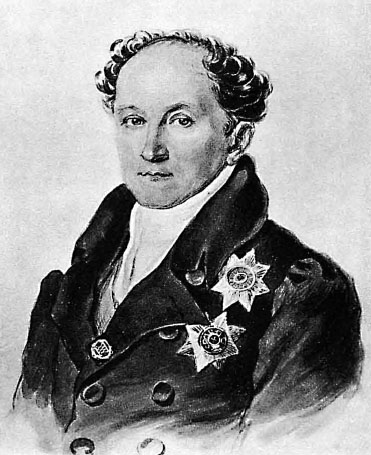
Акварельний портрет роботи П. Ф. Соколова

російські
- 1804 — орден Св. Анни 1 ст.
- 1814 — орден Св. Олександра Невського
- 1826 — орден Св. Володимира 1 ст.
- 1826 — орден Св. Апостола Андрія
- 1826 — діамантові знаки ордена Св. Апостола Андрія
- 1830 — канцлер російських орденів
- 1831 — орден Білого орла
- 1831 — орден Св. Станіслава 1 ст.
- 1834 — портрет государя імператора з діамантами
- 1838 — відзнаку за XL років
- 1842 — пенсія по ордену Св. Апостола Андрія

іноземні
- 1799 — орден Св. Іоанна Єрусалимського
- 1842 — орден Пруського Чорного орла